# Burg Bronnweiler
Die Burg Bronnweiler ist eine abgegangene Höhenburg auf einer Höhe zwischen dem abgegangenen Weiler Hugenberg und dem Alteburger Hof nördlich von Bronnweiler, einem heutigen Stadtteil von Reutlingen im Landkreis Reutlingen in Baden-Württemberg.
Die nicht genau lokalisierbare Burg wurde vermutlich nach 1100 von den Herren von Hugenberg erbaut.